# Simon Pieter Hendrik Noordendorp
Simon Pieter Hendrik Noordendorp (Den Haag, 11 november 1830 – Schoonhoven, 25 april 1891) was een Nederlands burgemeester.

## Leven en werk
Noordendorp was een zoon van Adrianus Noordendorp, architect der koninklijke paleizen en landsgebouwen, en Hendrika Kros.
Noordendorp diende bij de schutterij in Leiden, waar hij achtereenvolgens werd benoemd tot tweede luitenant (1856), zes jaar later tot eerste luitenant en in 1865 tot kapitein. In 1866 volgde zijn benoeming tot burgemeester van Rozenburg. In 1874 werd Schoonhoven zijn nieuwe standplaats. Hij was tot 1885 ook plaatsvervangend kantonrechter in Schoonhoven. Hij maakte zich onder andere sterk voor de aanleg van een treinverbinding tussen Gouda en Schoonhoven. De eerste trein op dit traject zou pas in 1914 rijden.
De burgemeester overleed op 60-jarige leeftijd. De begrafenisstoet, vier dagen later, reed langs de Haven, door de Koestraat tot aan de gemeentegrens bij de Voornebrug. Hier werden toespraken gehouden door de waarnemend burgemeester en de gemeentesecretaris. Vervolgens werd zijn lichaam overgebracht naar Den Haag, waar hij werd begraven in een familiegraf op begraafplaats Oud Eik en Duinen.